# 岸千年
岸 千年（きし ちとせ、1898年(明治31年)1月15日 - 1989年(平成元年)6月30日）は、日本の牧師、神学者。

## 来歴
岐阜県出身。米国・サウスカロライナ州立大学卒業。日本福音ルーテル教会牧師、1950年日本ルーテル神学大学教授、1963年「ヘブル書講解におけるルターの神学思想」で同志社大学神学博士。1964年神学大学長。1979年にキリスト教功労者を受賞。日本聖書協会理事長として共同訳聖書の刊行に参与。

## 著書
- 十字架の神学者マルティン・ルッター （黎明社（ルッター神学叢書）、1940年 ）
- 改革者マルティンルター （ルーテル社、1949年）
- ヘブル書講解におけるルターの神学思想 （聖文舎、1961年）
- ローマ人への手紙（信徒のための聖書講解 聖文舎、1965年）
- ガラテヤ百話 （聖文舎、1966年）
- イザヤ書 （信徒のための聖書講解 聖文舎、1972年）
- 神の仮面 （鈴木武仁編 おとずれ社、1986年8月）
- み手に導かれて ある愚か者の生涯 （聖文舎 1988年1月）

## 共著
- 教会とサクラメント （熊野義孝、清水義樹 聖文舎、1973年）

## 翻訳
- 危機の神学者バルト及びバルト神学 （マツコナツキー 藤原藤男共訳 新生堂、1932年）
- バルト神学概論 （ジョン・マッコナッキー 園部不二夫共訳 新生堂、1935年）
- 基督の十字架 （パウル・アルトハウス 新生堂、1939年）
- 教会・律法・社会 （グスターフ・アウレン 新教出版社（基督教論叢）、1953年）
- アガペーとエロース 第1-3 （ニーグレン 大内弘助共訳 新教出版社 1954年-1963年）
- 我ここに立つ マルティン・ルターの生涯 （ローランド・ベイントン 青山一浪共訳 ルーテル社 1954年）
- 祈り （オー・ハレスビー 東方信吉共訳 ルーテル文書協会 1954年）
- 私は何故キリスト者であるか （オー・ハレスビー ルーテル文書協会、1955年）
- 宣義と聖化 （アドルフ・ケベルレ ルーテル文書協会、1956年）
- 神の福音 （アンダース・ニグレン 田中理夫共訳 日本基督教団出版部、1957年）
- 良心 人間型成の中心課題 （オー・ハレスビー ルーテル文書協会、1957年）
- ローマ人への手紙講解 （アンダース・ニグレン ルーテル社、1959年）
- 交わりの生活 （ボンヘッファー 聖文舎 1960年）
- 主に従う （ディートリヒ・ボンヘッファー 徳善義和共訳 聖文舎、1964年 2版）
- ルターの聖霊論 （R.プレンター、聖文舎 1965年）
- 霊魂の不滅か死者の復活か （オスカー・クルマン 間垣洋助共訳 聖文舎、1966年）
- ルターの説教 1-2　（聖文舎（ルター選集）、1977年-1986年）
- ルターの十字架の神学 （ウァルテル・フォン・レーヴェニヒ グロリヤ出版、1979年8月）
- ルターの預言者ヨナ講解 （グロリヤ出版、1982年11月）
- ヘブル人への手紙講解 1517/1518 （ルター著作集、聖文舎 1988年12月）

## 記念論集
- 福音・教会・ルター 岸千年博士古稀記念献呈論文集 （日本ルーテル神学大学  聖文舎、1968年）

## 参考
- 日本人名大辞典